# لوچیانو آرمانی
لوچیانو آرمانی (ایتالیایی: Luciano Armani؛ زادهٔ ۱۲ اکتبر ۱۹۴۰) دوچرخه‌سوار اهل ایتالیا است. وی در مسابقات تور دو فرانس و جیرو دیتالیا شرکت کرده است.